# Огњеслав Утјешеновић Острожински
Огњеслав Утјешеновић Острожински (Острожин, 21. август 1817 — Загреб, 8. јун 1890) био је политичар и књижевник. Једна је од најзначајнијих српских личности у Хабзбуршкој монархији 19. века.

## Биографија
Потиче из старе чувене српске породице Утјешеновић, која је била значајна у 16. веку. Породица је пред Турцима пребегла из Далмације и Лике, на Банију. Некад угледна и моћна "господска рода", временом је осиромашила. Мада су Утјешеновићи у Острожину генерацијама били православци, њихов далеки предак Ђуро био је католички бискуп.
Рођен је у лето 1817. године у подофицирској српској породици у малом граничарском селу Острожину, од оца Матије и мајке Симице - Симке. Отац Матија био је граничарски стражмештер, аустријски војник - попут оца му Јована и деде Тодора. Матија је у време владавине Француза у том крају (1809-1812) учио школу на француском језику, и добро знао говорити француски, италијански и немачки. По завршетку основне школе у Вргином Мосту и Ријеци (1835-1837), отац га је запослио у државној служби, да ради са финансијама. Радећи у финансијској управи (иако без средње школе) савладао је италијански и француски језик. Отишао је затим у Загреб, на рад у канцеларији војне управе и истовремено као "нередовни ђак", приватно полагао разреде тамошње гимназије. Успео је да постане рачуновођа положивши државни испит за крајишке управне чиновнике, а 1842. године о је управни поручник у Карловцу. У Карловцу је оженио мештанку Драгојлу, кћерку Јосипа Пукшеца Мурског команданта чете. За време мађарске револуције затекао се 1848. године у Рујевцу, месту на турској граници као управни чиновник. На позив бана Јелачића ушао је у Саборски одбор за крајишке реформе, где се истакао добрим извештајем. Објавио је 1849. године у вези тога књигу: "Основа за утемељење народне војске у грађанској Хрватској и Славонији".
Огњеслав Утјешановић Острожински у јавни живот је ступио приступањем илирском покрету Људевита Гаја. Био је искрени поборник хрватско - српске слоге. Дипломирао је на загребачкој Правној академији 1848. године са одличним успехом, и остварио је сјајну чиновничку каријеру. У политичким круговима запажена је његова изузетна марљивост, на основу које је ушао у Јелачићев кабинет као саветник у загребачком војном одсеку. Радио је и у Законодавном одбору Хрватског сабора посебно на припреми Закона о устројству нове хрватске народне војске и Закона о укидању Војне границе и њеном спајању са Хрватском. До 1851. године служио је Утјешеновић код војне команде у Загребу. По Јелачићевој одлуци послије слома Мађарске револуције 1848. године постављен за поджупана вараждинске жупаније 1851. године. На тој дужности испољио је многе врлине због којих је назван „правим практичним управником Хрватске“. За време Баховог апсолутизма постао је у Бечу 1856. године министарски секретар, а од 1862. до 1867. године, био је дворски саветник код Хрватске дворске канцеларије. Опет је 1875. године у Вараждину, сада као Велики жупан.
Бавио се и изградњом пруге преко Хрватске и Славоније, тзв. дунавско-јадранском железницом. О том питању је написао пригодну књижицу 1865. године. Због књиге о природи Хрватске написаној на немачком језику 1879. године изабран је за дописног члана бечког Геолошког друштва.
Године 1854. када је био срески начелник у Вараждину, цар га је одликовао Ритерским крстом Франц Јозефовог реда. Као вараждински поджупан и жупан залагао се за изградњу српске православне цркве Светог великомученика Георгија у Вараждину.
Након смрти 1890. године у Загребу, сахрањен је у заједничку гробницу "Илираца" у аркадама на загребачком гробљу Мирогоју.

## Породица
Ћерка Јелена се удала за Славка Араницког и с њим имала четворо деце: Јелену, Федора, Огњеслава и Александра.

## Књижевни рад
У свом књижевном раду пригрлио је идеје Уједињене омладине српске. Политички ставови му одишу илиризмом и тежњом за народним препородом. Објављује први пут 18. фебруара 1842. године; била је то песма "Јека од Балкана" - у изворнику и преведена на немачки у немачком листу у Аугзбургу. Том песмом указао је на страдања хришћана у Босни и Херцеговини под Турцима. У Бечу је 1871. године изашла збирка пјесама Вила Острожинска (друго издање), као и „Ситне Пјесме“ и „Основа естетике“. Прво њено, краће издање појавило се још 1845. године у Бечу. Биле су то песме објављиване 1842-1845. године у часопису "Даница". Друго издање збирке песама било је исправљено и допуњено.
Затим је како сам каже у предговору другог издања "Виле", због великих народних догађаја у које је био увучен својим положајем, читавих десет година паузирао; у периоду 1846-1856. године није дао ништа вредније. Само је за време револуционарних догађаја 1848-1849. године написао пуно новинских чланака, за листове у Загребу. Познат је из тог времена (1848) његов политички спис: "О конституирању Аустрије по начелима народне равноправности".
Повремено се бавио и превођењем. Тако је 1852. године "Слово о полку Игорове", његов превод са руског, објављен у часопису "Невен". За време службовања у Бечу покренуо је иницијативу за објављивање Вукових сабраних дела. При томе се и сам бавио књижевним радом. Посебно се истакао епом „Недељко“ објављеним 1860. и 1888. године на ћирилици. То је био први део епа "Равијојла" о српском јунаштву и мученичкој борби за слободу. Објавио 1868. године у Бечу веома тражене "Псалме Давидове", који су "попут српских пјесама спевани". А у Београду је 1869. године штампао расправу: "Мисли о важности, правцу и средствима унапређивања књижевности српско-хрватске". Вредан пажње је биографски рад објављен у "Раду" југословенске академије у Загребу, под насловом: "Живот кардинала Ђурђа Утјешеновића". У новосадској "Матици", пише 1870. године белешку о популарном сликару Јарославу Чермаку и његовим сликама са тематиком живота поробљених Срба у Турској.
Огњеслав је био надахнут чистотом народног језика у свом родном месту Острожину, за који каже да је био без турцизама. Писао је са одушевљењем: народни језик српски не сматрам ја само у погледу ријечи, него и у погледу реченица (фраза), пословица итд. богатом залихом књижевнога градива нашега.
Огњеслав Утјешановић Острожински је написао и за време откривања споменика бану Јелачићу у Загребу 17. децембра 1866. штампао песму „Ускрснуће Јелачића бана“, од које ће касније настати хрватска родољубна песма „Устани бане".
Знао је неколико језика, на којима је писао или преводио. Написао је вредна дела „Кућне задруге“ (1859) и „Војна крајина“ (1869) и др., објављена на немачком језику.
Од 2008. године улица Нова 13. у Бусијама, приградском насељу Београда, носи име Острожинског.

## Галерија
- Насловна страна Недјељка (Беч, 1888)
- Насловна страна Виле Острожинске (Беч, 1871)